# Catoessa ambassae
Catoessa ambassae är en kräftdjursart som beskrevs av Bruce 1990. Catoessa ambassae ingår i släktet Catoessa och familjen Cymothoidae. Inga underarter finns listade i Catalogue of Life.